# Sleeplift

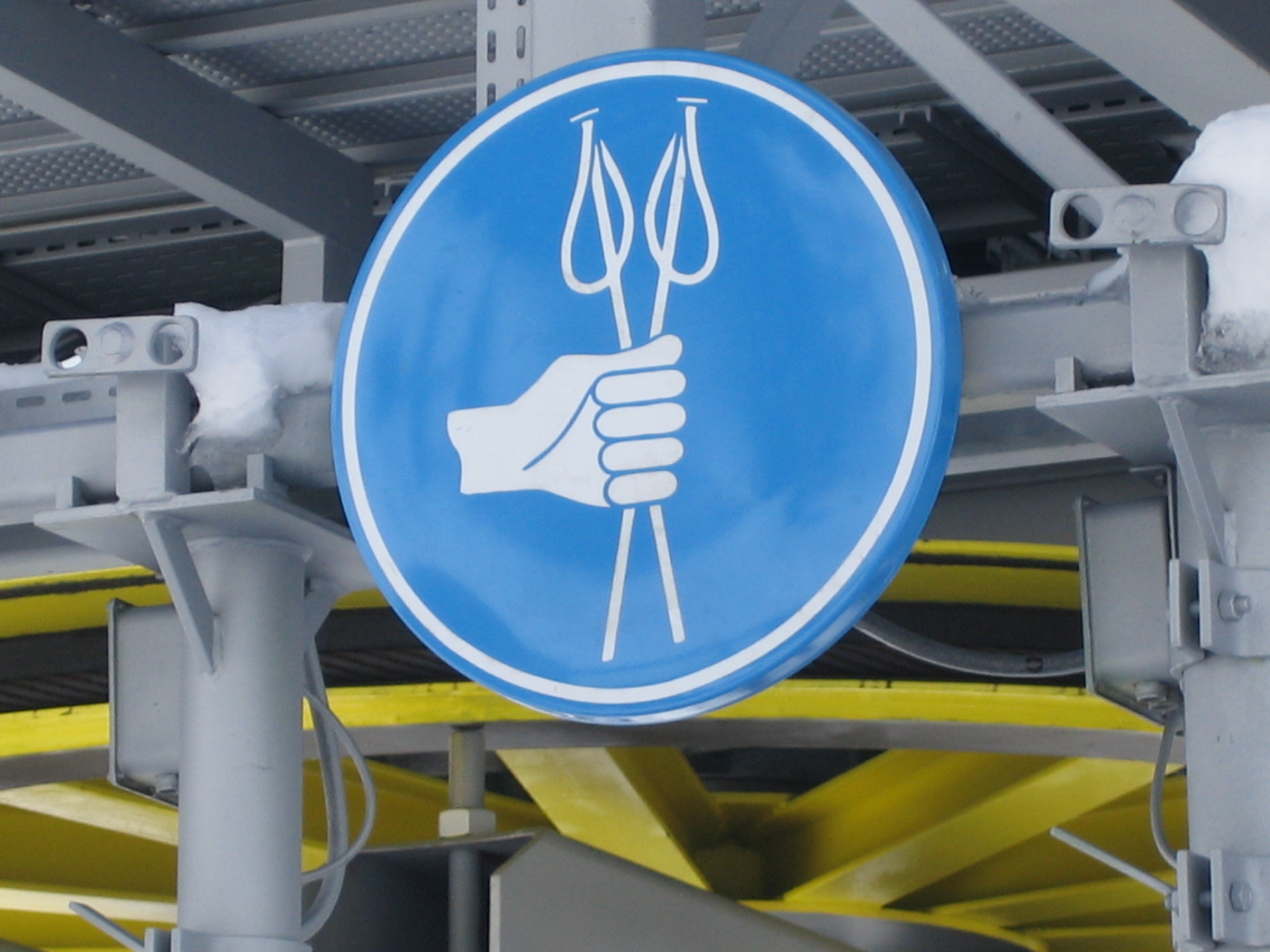
Bord bij sleeplift dat aanduidt de skistokken in de hand moeten worden gehouden

Een sleeplift is een transportsysteem om skiërs naar boven te voeren, bestaande uit een staalkabel die door een motor in beweging wordt gebracht en waaraan naar beneden hangende stangen zijn bevestigd. Het babyliftje is een variant op de sleeplift voor de allerjongste skiërtjes.

## Wintersport
Een sleeplift of sleepliftje wordt op borstelbanen en in de (kunst)sneeuw gebruikt door skiërs ten behoeve van de wintersport om boven te komen zonder te hoeven klimmen.

## Gebruik
Veelal wordt het sleepliftje aangegeven door een medewerker aan de skiër, die het liftje aanpakt en tussen zijn benen geklemd houdt totdat hij boven is. Het kan ook voorkomen dat er geen medewerker staat die het liftje aangeeft en dat je dit zelf moet vastpakken. De skistokken dient men in de ene hand te houden terwijl men de stang in de andere vasthoudt. Meestal bevat de stang aan het eind een schijf, die achter de billen van de skiër haakt en hem zo naar boven sleept. Soms splitst de stang zich op het eind in twee delen, waardoor hij wel wat op een scheepsanker lijkt. Op deze manier kunnen twee skiërs tegelijk naar boven. In een babyliftje zijn geen stangen maar handvatten (eventueel aangegeven door een ouder, medewerker of skileraar) die de kinderen moeten vasthouden tot ze boven zijn.

## Nadelen
- Vooral ongeoefende skiërs hebben nogal eens moeite om het liftje tussen hun benen te houden, zodat zij nogal eens 'uit de lift' vallen. Ook komt het weleens voor dat men zijn skistokken verliest.
- De snelheid, waarmee de skiër met het liftje naar boven komt, ligt niet hoog, bij de Doppelmayr sleeplift rond de 2,4 meter per seconde.
- De lift is niet geschikt om ontoegankelijke of sneeuwvrije gebieden te overbruggen.
- De capaciteit van de sleeplift ligt dan rond de 500 tot 1440 personen per uur.

## Alternatieven
Alternatieven voor de sleeplift zijn:
- met stijgvellen naar boven klimmen, zoals bij toerskiën
- een zetellift, ook wel stoeltjeslift, waarin men vanaf 1 tot soms wel 8 personen in kan zitten
- een gondel, waarin men, afhankelijk van de grootte, van 2 tot wel 40 personen in kan zitten of staan.